# Eremopyrum bonaepartis
Eremopyrum bonaepartis är en gräsart som först beskrevs av Spreng., och fick sitt nu gällande namn av Sergej Arsenjevitj Nevskij. Eremopyrum bonaepartis ingår i släktet dvärgveten, och familjen gräs. Inga underarter finns listade i Catalogue of Life.